# 横山雄偉
横山 雄偉（よこやま ゆうい、1882年（明治15年）12月 - 1962年（昭和37年）12月3日）は、昭和時代の政治活動家。玄洋社社員。本名は横山勇。

## 略歴
福岡県糟屋郡、のちの勢門村（現篠栗町）で、横山久三郎の長男として生まれる。1902年（明治35年）12月、京北中学校（現東洋大学京北中学高等学校）を卒業。その後、英語専修学校、根本漢学塾でも学んだ。
1904年（明治37年）1月、信濃毎日新聞社に入社。日露戦争で従軍記者として派遣された。1912年（大正元年）12月、『世界雑誌』主筆となる。1918年（大正7年）12月、国際日本協会が設立し、横山はその編集発行人となる。1920年（大正9年）12月、横領事件で検挙され、1923年（大正12年）8月に懲役2年の判決を受けた。
その後、床次竹二郎の側近となり、床次の新党倶楽部の結成、立憲政友会へ復党などに係わった。また、久原房之助の側近でもあった。1930年（昭和5年）第17回衆議院議員総選挙で福岡県第1区から立憲政友会所属で立候補したが落選した。
1932年（昭和7年）8月、東京市外大森町（現大田区）から神奈川県高座郡茅ヶ崎町（現茅ヶ崎市）に転居。戦時下には、帝国ホテルの一室に事務所を構え、各種外交工作にかかわった。1945年（昭和20年）1月、独ソ和平を画策したとしてスパイ容疑で警視庁に検挙された。
敗戦で不起訴となり1945年8月22日に釈放されたが、同年12月2日、A級戦犯容疑者に指名され、翌年1月に逮捕された（1947年12月釈放）。その後、歌舞伎、義太夫の研究者として講演活動などを行った。

## 著書
- 『帝国建設者』民友社、1904年。
- 『セシル・ローズ言行録』内外出版協会、1910年。※偉人研究 第61編
- 『加藤高明論其他』世界雑誌社、1917年。
- 『五大強国より四大強国へ』横山出版部、1919年。
- 『講和条件の基礎をなせるウヰルソン氏の雄弁』横山出版部、1919年。※国際日本協会叢書 第1編
- 『世界戦争に現れたる日本陸軍首脳部の無能力』横山出版部、1919年。
- 『参政権のために』横山出版部、1920年。